# Roman Jaszczak
Roman Cezary Jaszczak (ur. 21 lutego 1958 w Żarach) – polski piłkarz grający na pozycji bramkarza, trener, nauczyciel, działacz piłkarski.

## Wczesne życie
Roman Jaszczak urodził się w Żarach jako syn Cezarego i Krystyny z domu Henś. Rodzina ojca podczas II wojny światowej została wywieziona na roboty przymusowe do Niemiec, a po zakończeniu działań wojennych osiedliła się w Żarach. W 1959 roku rodzina przenosi się w rodzinne strony matki, Kleczewa, a w 1962 roku rodzina zamieszkała w Gosławicach, obecnie dzielnicy Konina.
W 1978 roku ukończył Technikum Górniczym w Koninie oraz kurs instruktora piłki nożnej. W 1985 roku ukończył studia magisterskie na kierunku wychowania fizycznego o specjalności nauczycielskiej na Akademii Wychowania Fizycznego w Poznaniu, a w 1988 roku ukończył studia podyplomowe o specjalizacji trener II klasy piłki nożnej na Akademii Wychowania Fizycznego we Wrocławiu.

## Kariera piłkarska
Roman Jaszczak karierę piłkarską rozpoczął w 1973 roku w A-klasowym Zjednoczeniu Konin, w którym grał do 1974 roku. Następnie w latach 1974–1982 reprezentował barwy Zagłębia Konin (w latach 1980–1982 był grającym trenerem bramkarzy oraz drużyn juniorskich). W sezonie 1982/1983 reprezentował barwy II-ligowego Turu Turek (był również grającym asystentem trenera), następnie klubów IV-ligi: Polonii Golina, Budowlanych Słupca oraz Sokoła Kleczew, w którym w 1988 roku zakończył karierę piłkarską.
Karierę piłkarską łączył z pracą górnika w Kopalni Węgla Brunatnego w Koninie (1978–1979), elektromontera (1979–1980), nauczyciela wychowania fizycznego w Szkole Podstawowej nr 1 (1980–1984) oraz w Zespołu Szkół Medycznych (1984–1995), a także ze służbą wojskową w Szkole Podchorążych Rezerwy w latach 1986–1987.

## Kariera trenerska
Roman Jaszczak jeszcze w trakcie kariery piłkarskiej rozpoczął karierę trenerską, po ukończeniu w 1978 roku kursu instruktora piłki nożnej. W latach 1980–1982 był trenerem bramkarzy oraz drużyn juniorskich w Zagłębiu Konin (jednym z jego zawodników był Andrzej Woźniak, późniejszy reprezentant Polski, w sezonie 1982/1983 był grającym asystentem trenera w Turze Turek oraz w 1982–1985 prowadził kadrę Michałowicza Konińskiego OZPN.
W latach 1991–1994 był asystentem selekcjonera reprezentacji Polski U-18 kobiet, po czym w 1994–1997 został selekcjonerem drużyny, będąc jednocześnie w latach 1995–1997 selekcjonerem reprezentacji Polski U-20 kobiet.
W 1993 roku został trenerem Medyku Konin, w którym z kobiecą drużyną seniorską, halową, futsalową oraz drużynami juniorskimi odnosił wiele sukcesów: awans do ekstraligi w sezonie 1992/1993, mistrzostwo Polski w sezonie 2013/2014, 8-krotne wicemistrzostwo Polski (2003–2004, 2006, 2008, 2010–2013), 5-krotnie Puchar Polski (2005–2006, 2008, 2013–2014), 4-krotnie finał Pucharu Polski (2001, 2003–2004, 2007), 10-krotne mistrzostwo Polski U-19 (2003–2010, 2013–2014), wicemistrzostwo Polski U-19 (2002), 2. miejsce w Młodzieżowym Klubowym Pucharze Świata U-19 w Göteborgu (2008), 6-krotne mistrzostwo Polski U-16 (1993–1995, 2006, 2011–2012), 2-krotne wicemistrzostwo Polski U-16 (2007, 2013), 3-krotne halowe mistrzostwo Polski (1997–1998, 2010), 7-krotne halowe wicemistrzostwo Polski (1996, 2000–2001, 2006–2009), 4-krotne halowe mistrzostwo Polski U-19 (2004, 2005, 2008, 2009), 2-krotne halowe wicemistrzostwo Polski U-19: (2006, 2007), 2-krotne halowe wicemistrzostwo Polski U-16 (2005, 2007), mistrzostwo Polski oraz Puchar Polski w futsalu w sezonie 2009/2010.
W latach 1998–1999 został trenerem reprezentacji Makroregionu Łódzkiego, a po reformie administracyjnej w 1999 roku prowadził reprezentację Wielkopolski, z którą zdobył 4-krotnie złoty, 2-krotnie srebrny oraz 2-krotnie brązowy medal Ogólnopolskiej Olimpiady Młodzieży.
W latach 2002–2003 jest słuchaczem Szkoły Trenerów PZPN przy AWF Warszawa, gdzie uzyskał tytuł trenera I klasy i licencję UEFA „A”.
W okresie od 11 stycznia 2011 roku do 21 lutego 2013 roku był selekcjonerem kobiecej reprezentacji Polski.

## Sukcesy

### Trenerskie
Medyk Konin
- Mistrzostwo Polski: 2014
- Wicemistrzostwo Polski: 2003, 2004, 2006, 2008, 2010, 2011, 2012, 2013
- Puchar Polski: 2005, 2006, 2008, 2013, 2014
- Finał Pucharu Polski: 2001, 2003, 2004, 2007
- Awans do ekstraligi: 1993
- Mistrzostwo Polski U-19: 2003, 2004, 2005, 2006, 2007, 2008, 2009, 2010, 2013, 2014
- Wicemistrzostwo Polski U-19: 2002
- 2. miejsce w Młodzieżowym Klubowym Pucharze Świata U-19: 2008
- Mistrzostwo Polski U-16: 1993, 1994, 1995, 2006, 2011, 2012
- Wicemistrzostwo Polski U-16: 2007, 2013
- Halowe mistrzostwo Polski: 1997, 1998, 2010
- Halowe wicemistrzostwo Polski: 1996, 2000, 2001, 2006, 2007, 2008, 2009
- Halowe mistrzostwo Polski U-19: 2004, 2005, 2008, 2009
- Halowe wicemistrzostwo Polski U-19: 2006, 2007
- Halowe wicemistrzostwo Polski U-16: 2005, 2007
- Mistrzostwo Polski w futsalu: 2010
- Puchar Polski w futsalu: 2010

Wielkopolska
- 4-krotnie złoty medal Ogólnopolskiej Olimpiady Młodzieży
- 2-krotnie srebrny medal Ogólnopolskiej Olimpiady Młodzieży
- 2-krotnie brązowy medal Ogólnopolskiej Olimpiady Młodzieży

### Odznaczenia
- Złoty Krzyż Zasługi: 2005
- Srebrny Krzyż Zasługi: 1998
- Medal Komisji Edukacji Narodowej: 2005
- Odznaka honorowa „Za zasługi dla województwa konińskiego”: 1995
- Odznaka Honorowa „Za zasługi dla Miasta Konina”: 1999
- Odznaka honorowa „Za zasługi dla województwa wielkopolskiego”: 2004
- Srebrna odznaka „Zasłużony Działacz Kultury Fizycznej”: 1994
- Medal 75-lecia PZPN: 1994
- Srebrna Odznaka PZPN: 1994
- Złota Odznaka PZPN: 1999
- Złota Odznaka OZPN: 1999
- Srebrna Odznaka OZPN: 1991
- Brązowy medal PZPN za wybitne osiągnięcia w rozwoju piłki nożnej: 2005
- Medal 80-lecia PZPN: 2000
- Medal honorowy 80-lecia WZPN: 2001
- Medal im. Witolda Celichowskiego
- Trener Roku Kobiet: 2006
- Benedykt: 2006, 2007
- Nagroda Starosty Konińskiego za działalność na rzecz rozwoju powiatu konińskiego: 2012

## Pozostała działalność
Roman Jaszczak w latach 1978–1979 pracował jako górnik w Kopalni Węgla Brunatnego w Koninie, w latach 1979–1980 jako elekromonter, następnie jako nauczyciel wychowania fizycznego w Szkole Podstawowej nr 1 (1980–1984) oraz w Zespołu Szkół Medycznych (1984–1995), a w 1995 roku po reorganizacji nauczania w służbie przeniósł się do Zespołu Szkół Górniczo-Energetycznych im. Stanisława Staszica w Koninie, w którym pracuje do dziś. W 2003 roku uzyskał stopień nauczyciela dyplomowanego. W latach 2004–2011 pracował również w Szkole Mistrzostwa Sportowego przy Gimnazjum nr 6 w Koninie.
23 marca 1985 roku założył Szkolny Klub Sportowy Medyk Konin, który w 1995 roku przekształcił nazwę na Koniński Klub Piłkarstwa Kobiecego Medyk Konin.
Jest inicjatorem wielu rozgrywek kobiecych w piłce nożnej. Jest również delegatem na Zjazd PZPN, członkiem Wydziału Piłkarstwa Kobiecego PZPN, Przewodniczącym Wydziału Piłkarstwa Kobiecego oraz członkiem zarządu Wielkopolskiego ZPN i członkiem Prezydium Konińskiego OZPN.

## Nagrody i wyróżnienia
Roman Jaszczak za swój wkład w rozwój piłki nożnej był wielokrotnie nagradzany przez dyrektorów szkół, w których pracował, a także podziękowania i listy gratulacyjne od prezydentów Konina i wojewody konińskiego, dyplomy z nominacji nagród Człowieka Roku oraz Trenera Roku Plebiscytów Przeglądu Konińskiego

## Życie prywatne
Roman Jaszczak od 1979 roku jest żonaty z Danutą, magistrem filozofii, z którą ma dwójkę dzieci: syna Łukasza i córkę Agnieszkę.